# Zonda (Wind)
Zonda ist eine in der östlichen Andenregion Argentiniens verbreitete regionale Bezeichnung für einen Föhnwind aus westlicher Richtung. Der aus der entgegengesetzten Richtung kommende Föhnwind ist in Chile als Puelche bekannt.
Ebenfalls Zonda oder auch Sondo genannt wird ein feuchtwarmer Nordwind der Pampa, der durch ein sich ostwärts über diese bewegendes Tiefdruckgebiet hervorgerufen wird.

## Charakteristik
Der Föhnwind Zonda ist ein trockener und oft staubtragender Wind aus Richtung der maritimen Polarluft. Im Zuge des Höhenabfalls vom Andenkamm (ca. 6000 m) in weiter unten gelegene Regionen erwärmt sich die Luftmasse adiabatisch und kann dabei Windgeschwindigkeiten von über 40 km/h erreichen.
Der Zonda kommt zwar fast überall im Westen Argentiniens vor, seine Auswirkungen sind jedoch in den Provinzen La Rioja, San Juan und im Norden von Mendoza am stärksten, da dort der Höhenunterschied zum Andenkamm am größten ist.

## Entstehung
Der Zonda entsteht durch eine nordöstliche Bewegung der Polarfronten. Im Tiefland kommt er heiß und trocken an, in den höheren Regionen, wo er als viento blanco (weißer Wind) bekannt ist und Geschwindigkeiten von bis zu 200 km/h erreichen kann, ist er der Hauptmechanismus für Schnee. 
Laut Studien aus der Zeit von 1967 bis 1976 tritt der Zonda in 90 % der Fälle zwischen Mai und November auf. Meist beginnt er zwischen 12 und 18 Uhr und dauert zwischen einer und zwölf Stunden; er kann aber auch bis zu zwei oder drei Tage andauern.
Siehe auch: Winde und Windsysteme